# Albert Welti
Ne doit pas être confondu avec Albert J. Welti.
Albert Welti, né le 18 février 1862 à Zurich, mort le 7 juin 1912 à Berne, est un  peintre et graveur suisse.

## Biographie
Albert Welti est le fils de l'entrepreneur en transports Jakob Albert Welti-Furrer.
Il commence, en 1880,  des études de photographie. auprès de son oncle Oswald Welti à Lausanne, qu’il abandonne un an plus tard. Il s'installe alors à Munich où il suit, de 1882 à 1886, des cours de peinture à l'Académie. Son maître est Ludwig von Löfftz  connu pour sa maîtrise des techniques du pastel.  Albert Welti passe ensuite deux années à Zurich, dans l'atelier d’Arnold Böcklin, qu’il admire. En 1892, il rencontre le châtelain Franz von Doehlau, originaire de la province de Prusse-Orientale, qui devient le mécène du peintre jusqu'à la fin de sa vie[réf. nécessaire].  
En 1894, il se marie mais sa femme meurt à l’automne 1911, moins d’un an avant lui. Ils s'établissent à Zurich, dans le quartier du nom de Höngg. 
Il  voyage à Berlin, Breslau, Dresde, Vienne, Paris et Venise. 
En 1901, il réalise des vitraux au Palais fédéral à Berne avec, pour thème, l'industrie textile de Suisse orientale.  
Il est ami d’Hermann Hesse dont il a fait la connaissance dans le cadre de la revue März.  

 
En 1907, le peintre crée le Tellenbüebli, le timbre postal de 25 centimes représentant le fils de Guillaume Tell[réf. nécessaire]. 

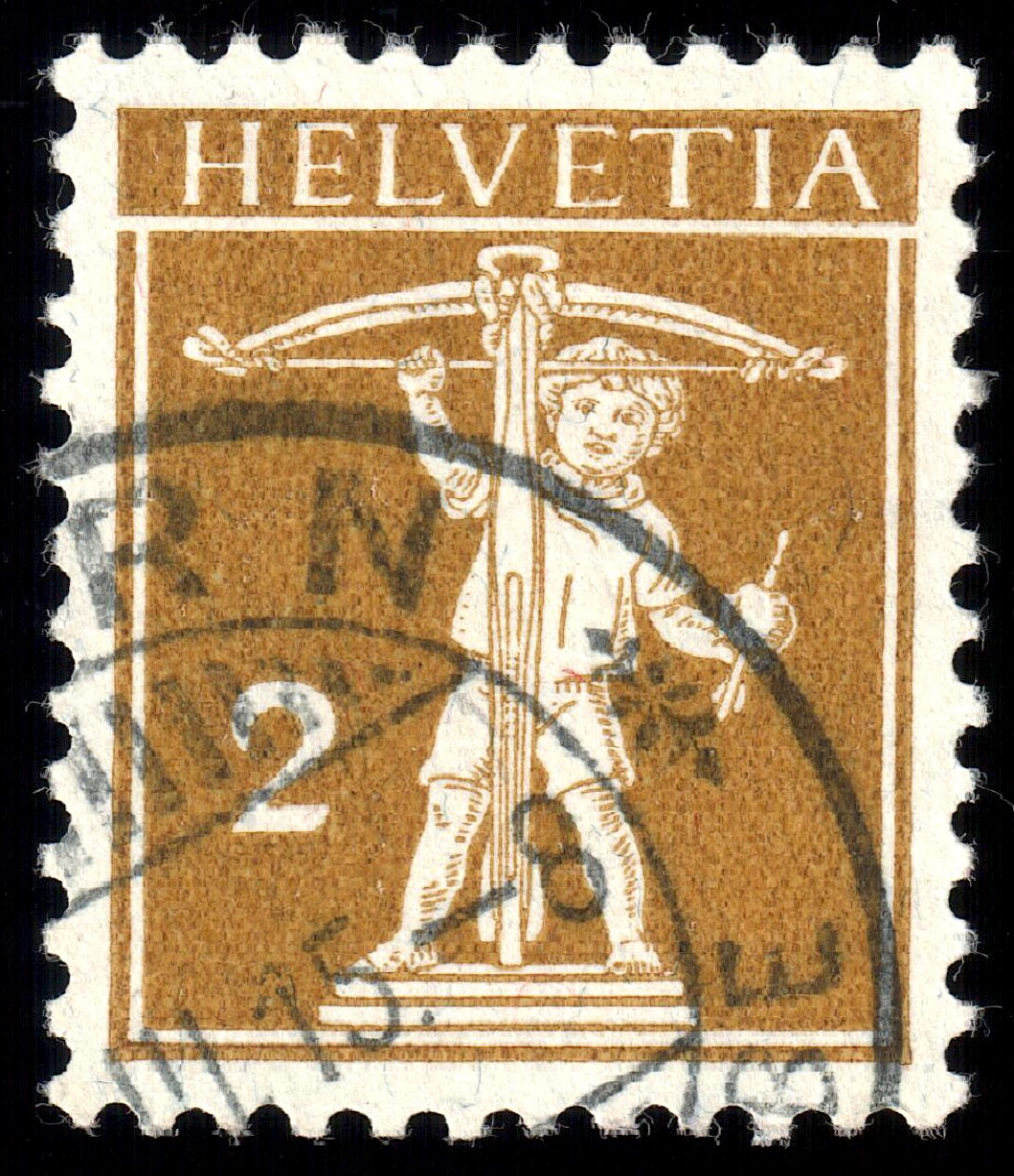
Timbre (1907)

Lorsque le Palais fédéral lui passe la commande d'une fresque pour la salle du Conseil des États, il s'établit à Berne. Il y meurt en 1912[réf. nécessaire].
Il est le père de deux fils dont Albert J. Welti, écrivain et peintre, né en 1894 et mort en 1965[réf. nécessaire].

## Œuvres et expositions

### École
Albert Welti appartient au mouvement du symbolisme. À l’instar des préraphaélites  il s’inspire du Moyen Âge : Il s’inspire du monde magique et des techniques picturales en  utilisant parfois la tempera appliquée sur du bois. Il s'inspire aussi de contes, légendes et autres mythes populaires[réf. nécessaire].

### Œuvres
- Fresque pour la salle du Conseil des États (la Landsgemeinde) à Berne.
- Portrait de famille, 1904,  tableau acheté par le Musée de Lausanne  à l'occasion de l'Exposition nationale suisse des beaux-arts de 1904. Cette œuvre fait l'objet d'une étude du musée[7]« L’artiste se représente isolé au premier plan, accoudé devant des éléments architecturaux – pont, escalier – qui symbolisent sa conscience d’être à un tournant de sa carrière. Son alliance exhibée dit l’importance du lien familial. La composition repose sur trois blocs superposés : le buste de l’artiste, le groupe statuaire unissant sa femme Emeline et ses deux fils au deuxième plan et, en arrière-fond, la montagne que gravit un berger. À son sommet, des paysans dansent autour d’un feu de la Saint-Jean. Ils célèbrent l’arrivée de l’été, saison de la maturité. Le paysage, inspiré de la région de Locarno, exprime l’attachement de Welti à la patrie natale ».
- Deux autres œuvres importantes sont au Kunsthaus,  Nuit de Walpurgis et le double portrait à la Holbein de ses parents.

### Expositions
- Une œuvre de Welti, Soir de noces, est présenté à l'exposition décennale des beaux-arts de 1889 à 1900  lors de l'Exposition universelle de 1900[8].
- Du 16 décembre 2011 au 4 mars 2012 le Kunsthaus de Zurich lui a consacré une exposition dans laquelle ont été présentés  ses paysages au pastel. La précédente exposition importante que lui a consacré le musée datait de 1984.

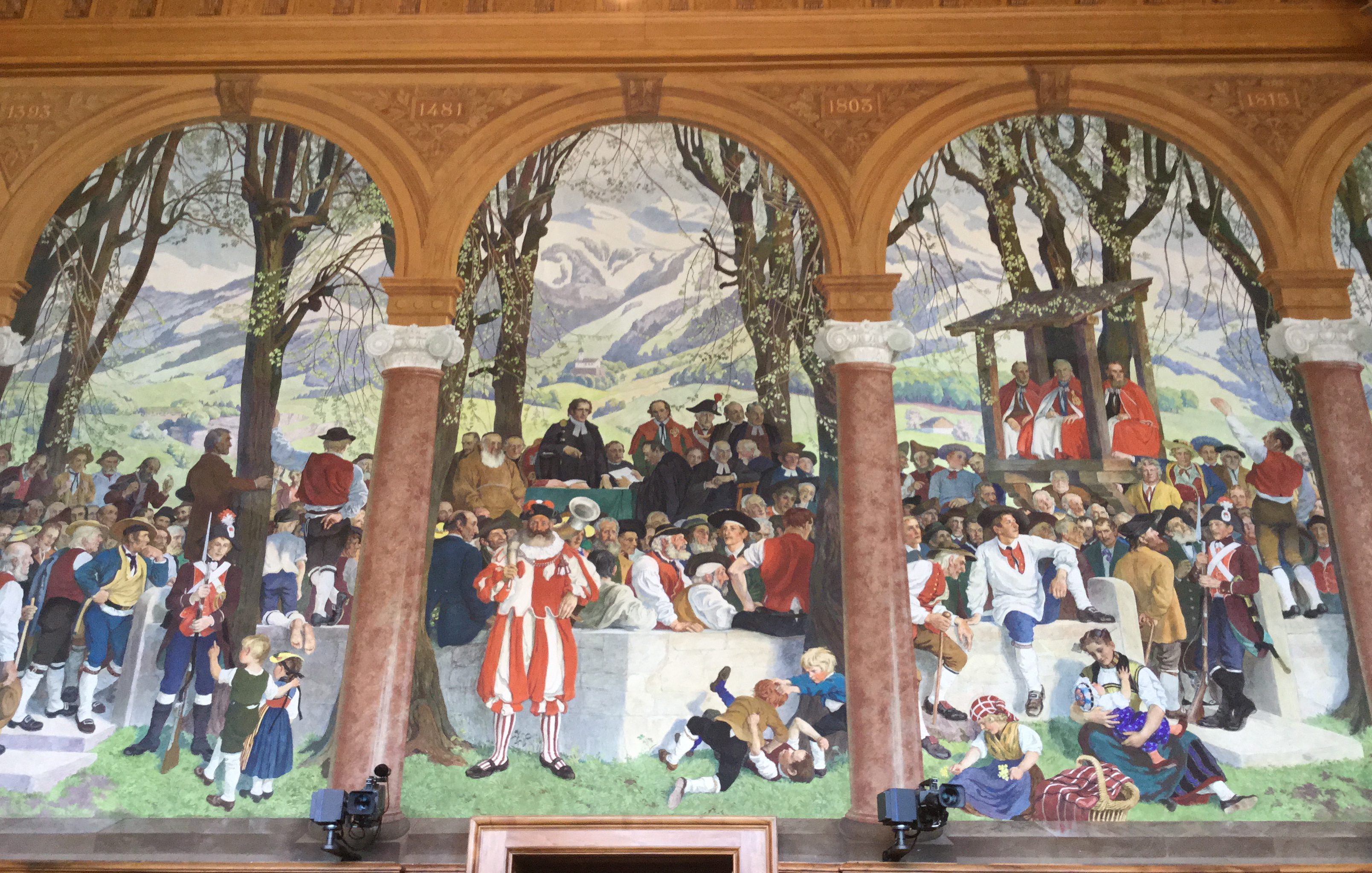
Partie centrale de la fresque du palais fédéral Die Landsgemeinde.
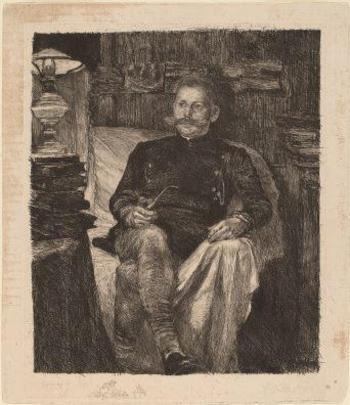
Portrait de Franz von Rose
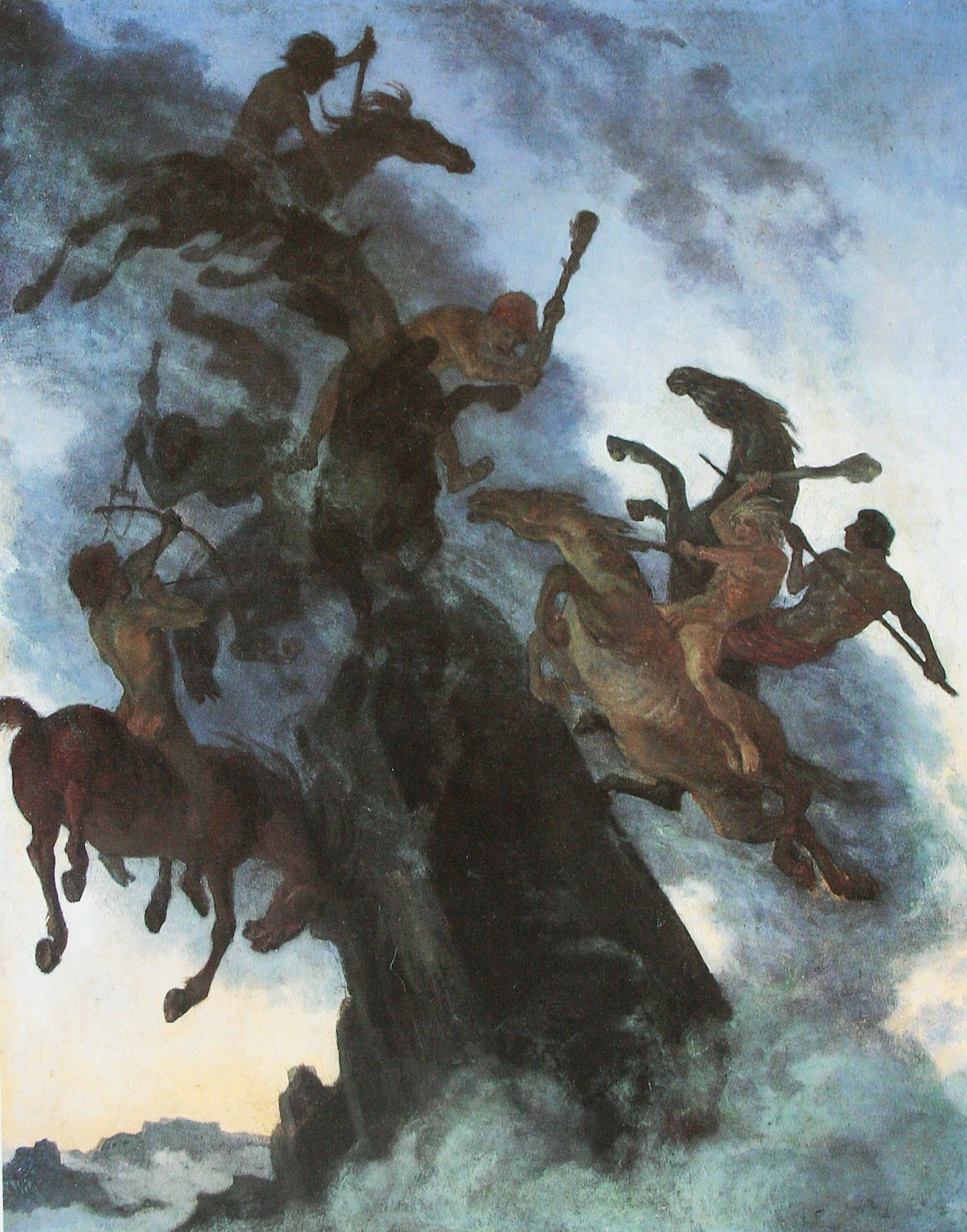
Nebelreiter, 1895
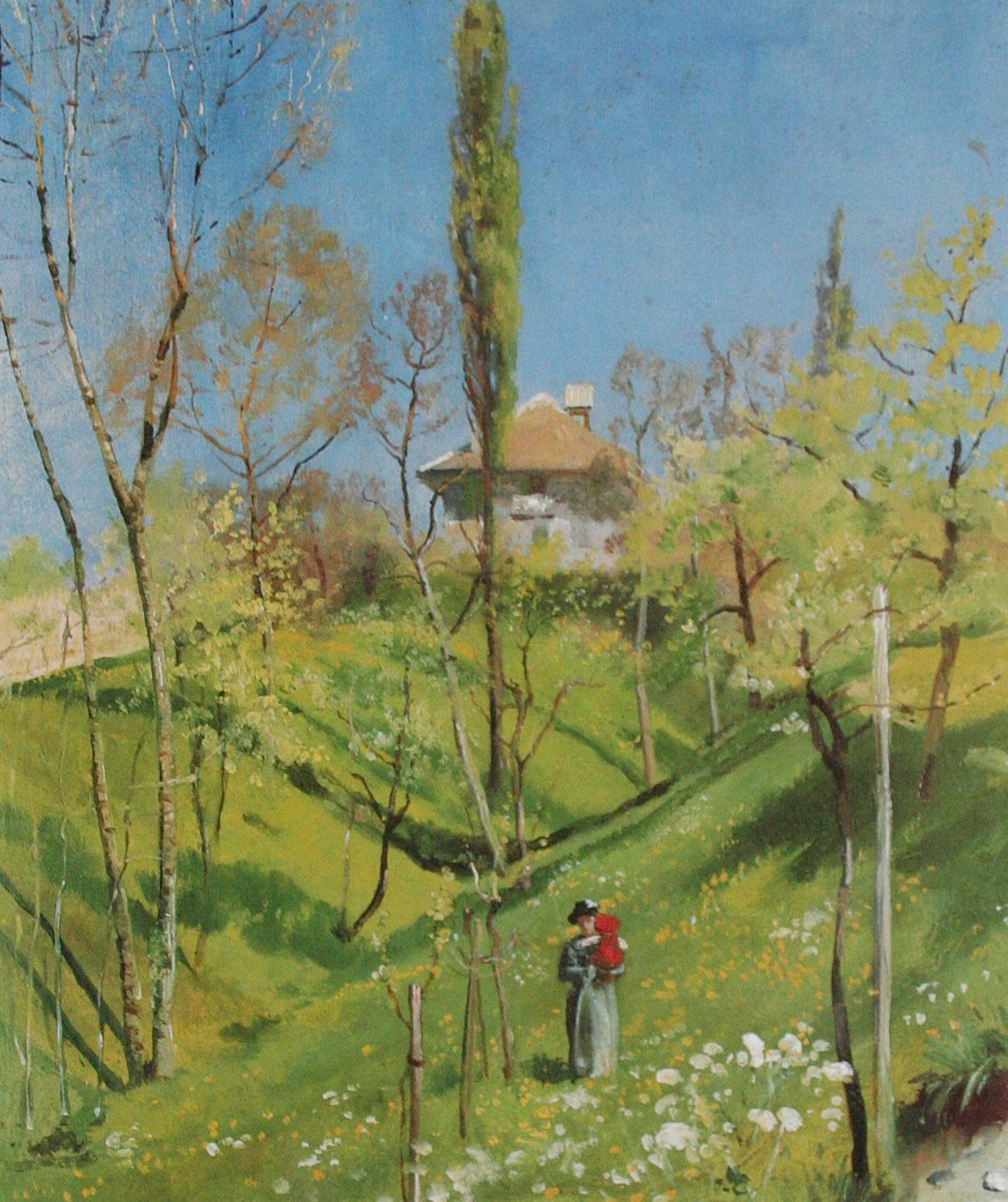
Pastel, 1895
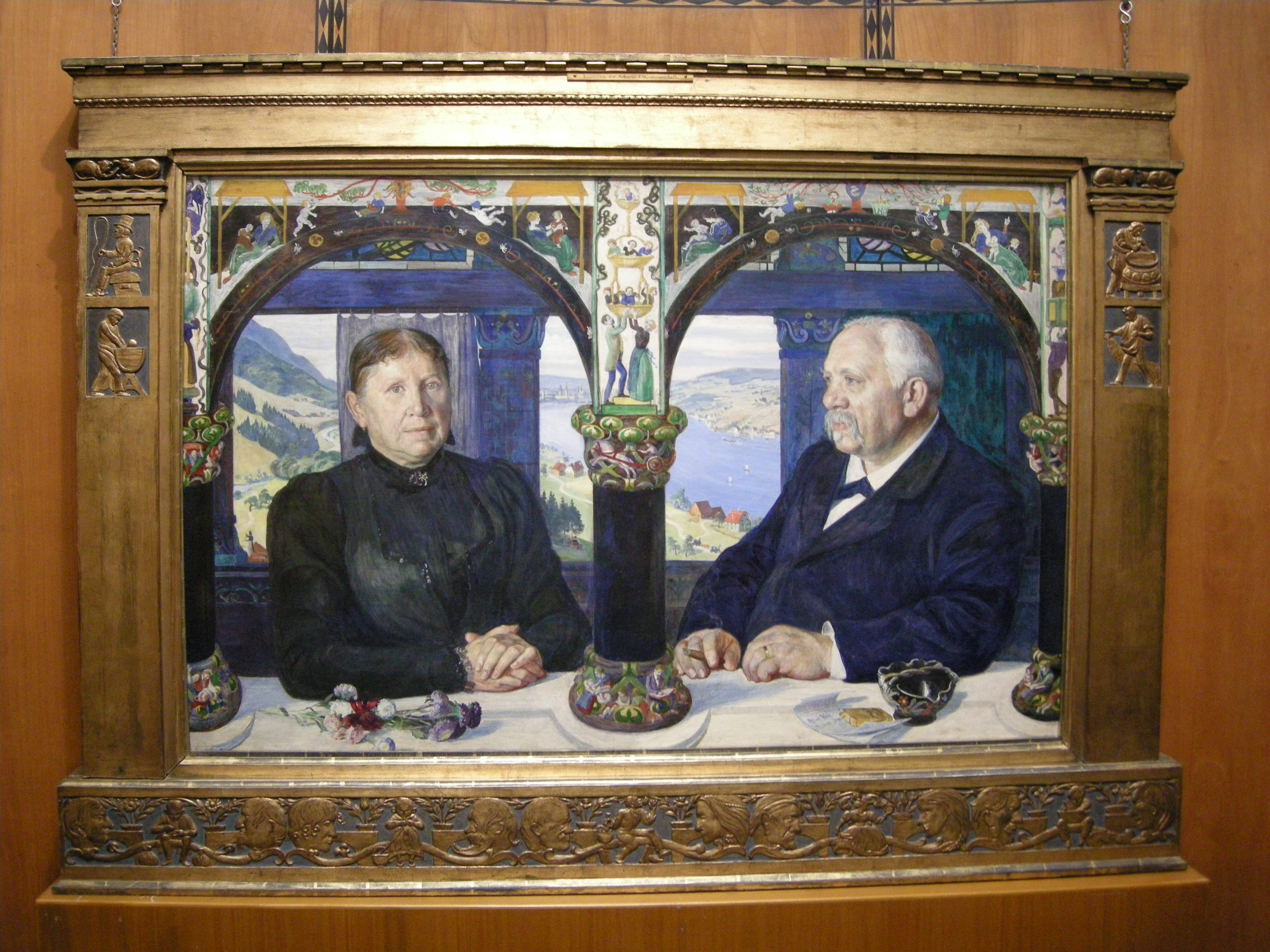
Portrait de ses parents